# 馬塞克區
馬塞克區（荷蘭語：Arrondissement Maaseik）是比利時弗拉芒大區林堡省的一個区。該區轄有12個市鎮，面積909.41平方公里，2020年1月1日人口為251967人。

## 市鎮
馬塞克區下轄以下市鎮：
- 博霍爾特（Bocholt）
- 布雷（Bree）
- 迪尔森-斯托克姆（Dilsen-Stokkem）
- 哈蒙特-阿赫尔（Hamont-Achel）
- 海赫特尔-埃克瑟尔（Hechtel-Eksel）
- 豪特哈伦-海尔赫特伦（Houthalen-Helchteren）
- 金罗伊（Kinrooi）
- 洛默尔（Lommel）
- 马塞克（Maaseik）
- 奥兹贝亨（Oudsbergen）
- 佩尔特（Pelt）
- 佩尔（Peer）